# Saint Vincent och Grenadinernas flagga
Saint Vincent och Grenadinernas flagga antogs den 21 oktober 1985. De stora fälten i blått, gult och grönt symboliserar himmel och hav, den tropiska solen och den överdådiga växtligheten. Statsvapnet som tidigare visats på flaggan ersattes 1991 av tre gröna romber i det gula fältet, som refererar till landets smeknamn Antillernas juveler. Proportionerna är 2:3.

## Historik
Den flagga som hissades på självständighetsdagen 1979 hade liknande färger och utformning, men hade statsvapnet över ett blad från brödfruktsträdet i mitten. Flaggan hade lokalt ursprung, men blev aldrig populär bland befolkningen. En tävling om ny nationsflagga utlystes 1985, men inget av de inskickade förslagen kunde accepteras av alla berörda parter. Man beslöt därför att ge uppdraget till en schweizisk grafiker som ritade den flagga som används idag.

## Tidigare flaggor

1979 till 1985
Mars till oktober 1985